# Болеховская ратуша
Болеховская ратуша (укр. Болехівська ратуша) — административное здание, бывшее здание городского магистрата города Болехов.

## История
Болехов получил магдебургское право в 1603 году, после чего для городского магистрата была построена деревянная ратуша.
Современная каменная ратуша была построена в 1863 году в центре города. Это небольшое, одноэтажное, прямоугольное в плане сооружение. Над главным входом возвышается ратушная башня. На башне на уровне третьего этажа вмонтированы часы-куранты с четырьмя циферблатами. Под циферблатами помещен герб Украины. Башню завершает оригинальный остроконечная крыша, украшенная фигурными башенками со шпилями.
В настоящее время ратуша используется по своему назначению — в ней размещается Болеховский горсовет.